# Microregione di Arari
La Microregione di Arari è una microregione dello Stato del Pará in Brasile, appartenente alla mesoregione di Marajó.

## Comuni
Comprende 7 comuni:
- Cachoeira do Arari
- Chaves
- Muaná
- Ponta de Pedras
- Salvaterra
- Santa Cruz do Arari
- Soure